# Franz Sadjak
Franz Sadjak (* 19. August 1964) ist ein ehemaliger österreichischer Fußballspieler.

## Karriere
Sadjak wechselte zur Saison 1982/83 zum SAK Klagenfurt. Nach Jahren im Kärntner Unterhaus mit den Klagenfurtern gelang 1995 der Aufstieg in die zweite Liga. Sein Debüt in der zweithöchsten Spielklasse gab er im Oktober 1995, als er am elften Spieltag der Saison 1995/96 gegen den DSV Leoben in der 59. Minute für Edi Martini eingewechselt wurde. In jenem Spiel wurde er in der 75. Minute mit einer Gelb-Roten Karten vom Platz gestellt. Bis Saisonende kam er zu 13 Zweitligaeinsätzen für den SAK.
Nach einer Spielzeit stieg der Verein allerdings wieder in die Regionalliga ab. Daraufhin beendete Sadjak seine Karriere.